# パーキングチケット発給機

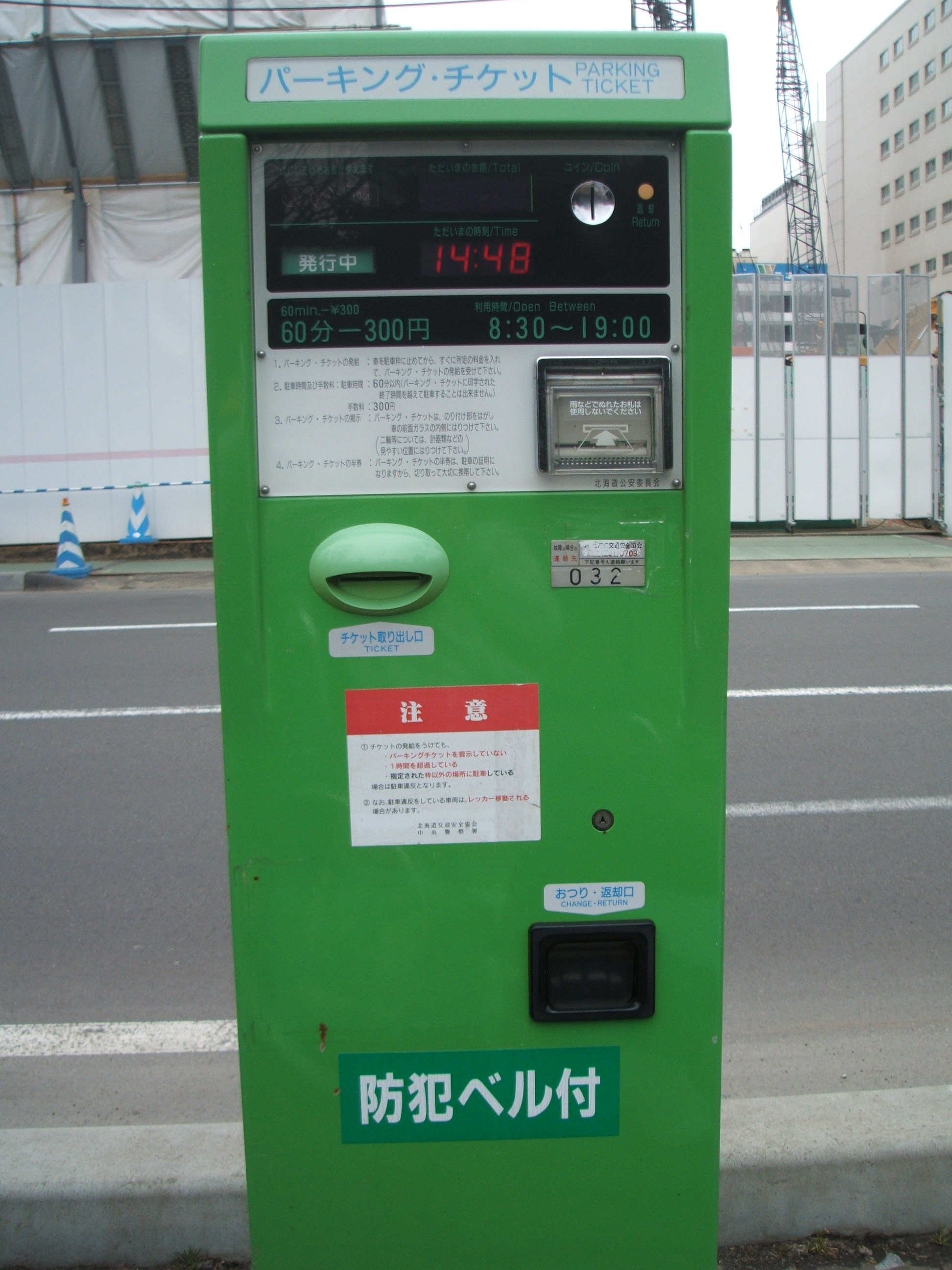

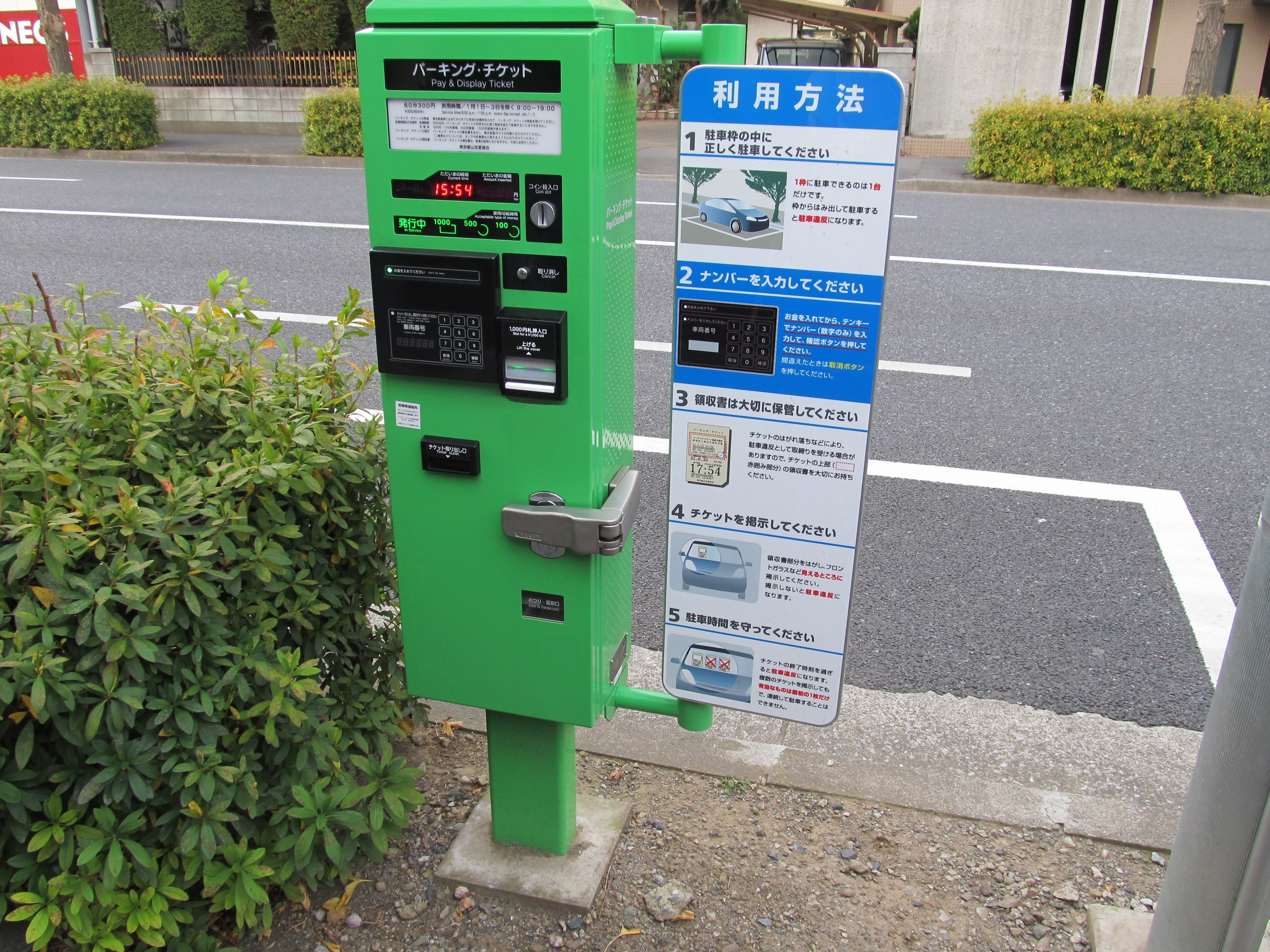

パーキング・チケット発給機（パーキングチケットはっきゅうき）とは、「時間を限つて同一車両が引き続き駐車することができる道路の区間であることが道路標識等により指定されている道路の区間（以下「時間制限駐車区間」という。）について、当該時間制限駐車区間における駐車の適正を確保するため」（道路交通法第49条）に設置される設備である。
2009年（平成21年）11月30日に全国初の二輪車パーキングが東京・表参道に設置された。